# Liste des communes françaises de la Sarthe ayant changé de nom au cours de la Révolution
Pour un article plus général, voir Liste des communes françaises ayant changé de nom au cours de la Révolution.
Cet article présente la liste des communes françaises de la Sarthe ayant changé de nom au cours de la Révolution.

## Sarthe
Les noms des communes qui ont conservé leur nom révolutionnaire sont surlignés en bleu ciel.
| Commune                                               | Nom révolutionnaire | Notice Ehess-Cassini |
| ----------------------------------------------------- | ------------------- | -------------------- |
| Auvers-le-Hamon                                       | Auvers-l'Union      | no 2052              |
| Beaumont ou Beaumont-le-Vicomte                       | Beaumont-sur-Sarthe | no 3268              |
| Bourg-le-Roi                                          | Bourg-la-Loi        | no 5301              |
| Chapelle-aux-Choux (La)                               | Vallon-sur-Loir     | no 8183              |
| Château-du-Loir                                       | Mont-du-Loir        | no 8643              |
| Château-du-Loir                                       | Mont-sur-Loir       | no 8643              |
| Château-du-Loir                                       | Vau-du-Loir         | no 8643              |
| Ferté-Bernard (La)                                    | La Ferté-les-Prés   | no 18180             |
| Ferté-Bernard (La)                                    | La Ferté-sur-Huisne | no 18180             |
| Fresnay ou Fresnay-le-Vicomte                         | Fresnay-sur-Sarthe  | no 14719             |
| Moncé-en-Belin                                        | Moncé-lès-Le Mans   | no 22830             |
| Montfort-le-Rotrou (réunie à Montfort-le-Gesnois)     | Montfort-sur-Huisne | no 23430             |
| Parigné-l'Évêque                                      | Parigné-lès-le-Mans | no 26201             |
| Saint-Aignan                                          | Scevola-Aignan      | no 30255             |
| Saint-Calais                                          | Calais-sur-Anille   | no 30803             |
| Saint-Calez-en-Saosnois                               | Calez-en-Saonois    | no 30805             |
| Saint-Cosme-de-Vair (réunie à Saint-Cosme-en-Vairais) | Montrecipe          | no 31016             |
| Saint-Denis-des-Coudrais                              | Denis-des-Coudrais  | no 31151             |
| Saint-Georges-de-Dangeul                              | Dangeul             | no 31966             |
| Saint-Georges-du-Plain (réunie au Mans)               | Denis-des-Coudrais  | no 31966             |
| Saint-Germain-d'Arcé                                  | Arcé-sur-Fare       | no 32044             |
| Saint-Maixent                                         | Maixent-sur-Quenne  | no 32044             |
| Saint-Mars-la-Brière                                  | Brière-de-l'Égalité | no 33187             |
| Saint-Michel-de-Chavaignes                            | Chavaigne-sur-Nogue | no 33703             |
| Sainte-Cérotte                                        | Cérotte-en-Bel-Air  | no 31273             |
| Sainte-Colombe (réunie à La Flèche)                   | Montrouge           | no 31305             |
| Sainte-Croix (réunie au Mans)                         | Croix-Gazonfière    | no 31330             |
| Sainte-Osmane                                         | Osmane-la-Fontaine  | no 33836             |
| Savigné-l'Évêque                                      | Savigné-lès-le-Mans | no 35675             |
| Sillé-le-Guillaume                                    | Sillé-la-Montagne   | no 36344             |
| Yvré-l'Évêque                                         | Yvré-sur-l'Huisne   | no 41431             |